# Sitio de Mantinea

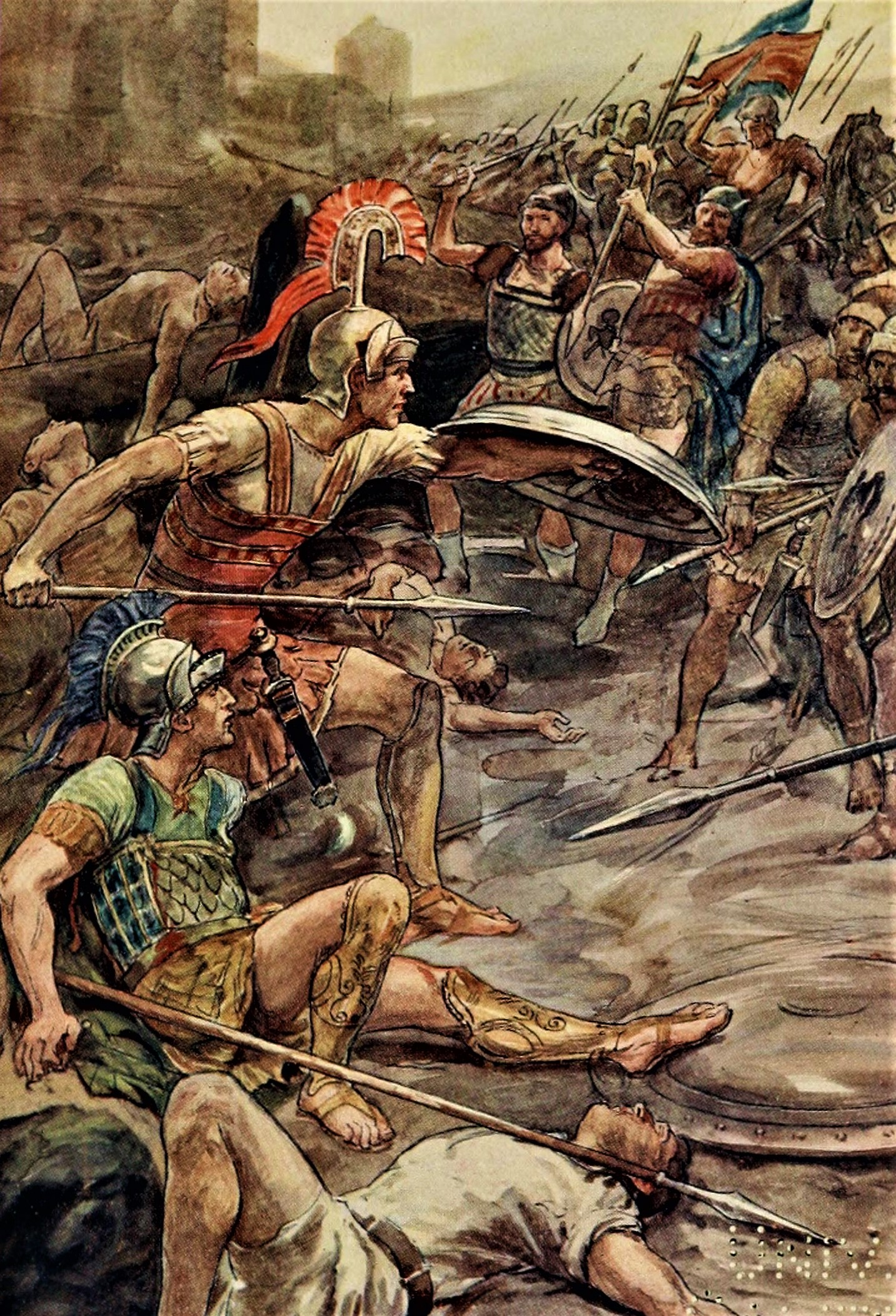
Epaminondas defendiendo a Pelopidas en el asedio de Mantinea (385 a. C.)

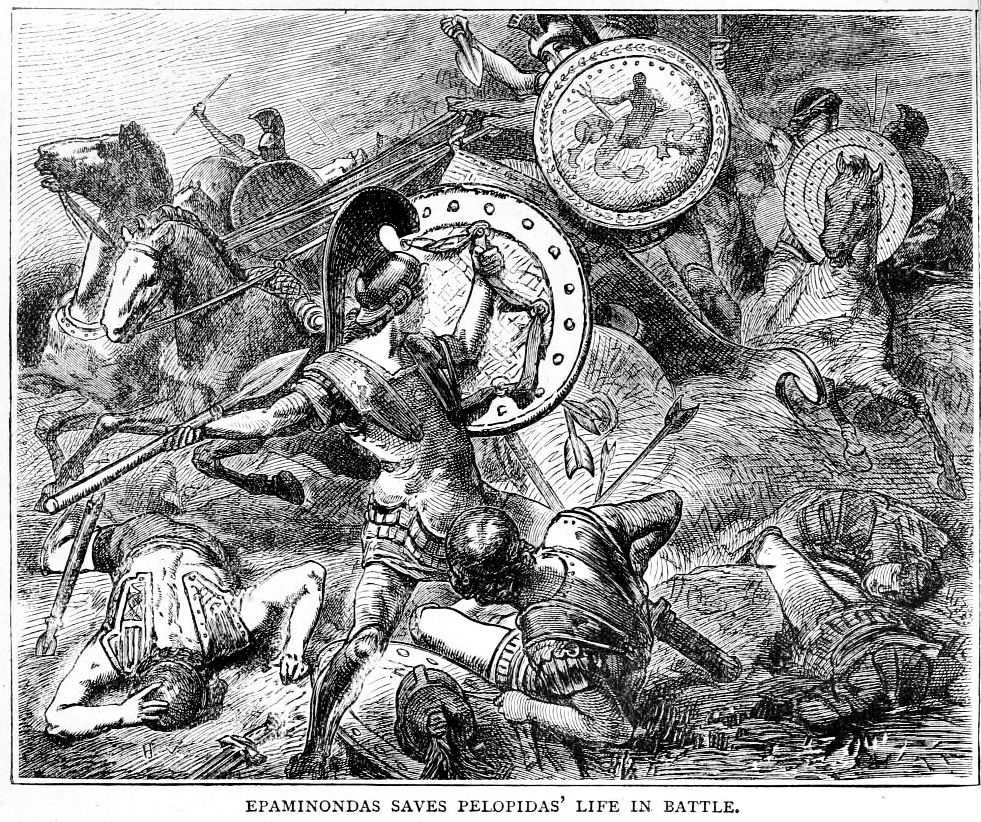
Epaminondas salva la vida de Pelopidas en una batalla

El Asedio de Mantinea ocurrió en el año 385 a. C., y se saldó con una victoria de los espartanos sobre la ciudad de Mantinea, que fue derrotada y desmembrada. En esta ocasión, Epaminondas, rey de los tebanos, que entonces luchaba del lado de los espartanos, rescató a su compañero tebano Pelopidas.
Mantinea se había opuesto a los espartanos en la guerra del Peloponeso. Como resultado, Mantinea cayó primero en el año 417, y luego fue destruida en el asedio del año 385 a. C. Sin embargo la arcadios pudo recuperarse y restauró su ciudad tras la Batalla de Leuctra y la derrota de la hegemonía espartana.

## Situación política
Inmediatamente después de la conclusión de la Paz de Antálcidas, los espartanos comenzaron a violar sus términos, con la esperanza de restaurar su hegemonía sacudida. Al principio actuaron por poder, incitando a los disturbios en los estados más débiles y brindando asistencia militar a sus partidarios. Y luego, incluso antes de que hubieran transcurrido dos años desde la conclusión de la paz universal, comenzaron a hacer campañas contra las ciudades más significativas y a subyugarlas a ellos mismos.
El primer estado con el que se decidió atacar fue Mantinea, la más fuerte de las políticas de Arcadia . Aunque los mantineanos eran sus aliados, no mostraron suficiente lealtad en la guerra de Corinto, y los espartanos temían que la posible transición de esta comunidad al lado del enemigo creara grandes dificultades.
A los habitantes de Mantinea se les presentaron varias reclamaciones: en primer lugar, según los rumores, enviaron pan a los argivos que lucharon con Esparta, y en segundo lugar, los mantineanos a veces se negaron a suministrar tropas auxiliares, refiriéndose a las festividades que les prohibían luchar, e incluso cuando participaron con los espartanos en la campaña, no ejercieron con la debida diligencia. A esto, los embajadores espartanos agregaron que, según su información, los mantineanos los envidiaban si iban acompañados de suerte, y se regocijaban si les ocurría la desgracia.
Además, en el 387 a. C. había expirado una tregua de 30 años entre los dos estados y ahora era necesario confirmar las relaciones pacíficas.
Habiendo expresado todas estas acusaciones demagógicas, los espartanos exigieron derribar las murallas de la ciudad como señal de lealtad.
Los mantineanos se negaron a hacer esto y Esparta comenzó a preparar una campaña punitiva. Mantinea acudió a Atenas en busca de ayuda , pero temían perturbar la paz común apenas dos años después de su firma.

## Acción militar
El rey Agesilao II pidió ser destituido del mando, refiriéndose al hecho de que los mantineos ayudaron enormemente a su padre Arquidamo II durante la  Tercera Guerra Mesenia. Luego Agesipolis I fue puesto a la cabeza del ejército.
Agesipolid saqueó el territorio enemigo y obligó al enemigo a refugiarse fuera de las murallas de la ciudad. Los espartanos comenzaron un asedio, rodeando la ciudad con un foso y una muralla. Entonces el rey se enteró de que la ciudad tenía grandes reservas de grano, ya que el año pasado hubo una abundante cosecha. Por ello, el asedio podía prolongarse durante mucho tiempo, por lo que era necesario buscar otra solución.
Según Diodoro , los mantineanos se defendieron bravamente hasta el inicio del invierno.

No en vano fueron considerados los primeros en coraje de todos los Arcadianos, razón por la cual los Lacedemonios, antes de estos eventos, los colocaron junto a ellos en las batallas, considerándolos el aliado más confiable.

Cuando llegó el invierno, y el río Otis que fluía cerca de la ciudad creció mucho debido a las lluvias, los espartanos lo bloquearon con una presa y dirigieron la corriente hacia la ciudad. Las paredes, construidas con ladrillos de adobe, comenzaron a empaparse en la base y se inclinaron. Los residentes durante algún tiempo intentaron apuntalarlos con vigas de madera y estructuras temporales, pero luego, temiendo que si uno de los sitios colapsaba, los espartanos irrumpirían en la ciudad, acordaron derribar las murallas, en el invierno de 384 a. C.
Sin embargo,  los espartanos endurecieron sus condiciones, exigiendo que los mantineanos se establezcan en las aldeas, a partir de las cuales en un momento se creó la ciudad mediante el sinecismo. Los residentes también se vieron obligados a aceptar esto, dispersos en cuatro o cinco aldeas autónomas. El sistema democrático, odiado por los espartanos, fue eliminado y reemplazado por una oligarquía que buscaba complacer a Esparta en todo.
Con gran ingenuidad, Jenofonte cuenta que al principio los mantineanos no estaban satisfechos con el hecho de que tenían que destruir sus viviendas y construir otras nuevas, pero luego había muchas ventajas en el nuevo dispositivo, sin embargo, solo era para los terratenientes ricos que ahora podían mantener a la población bajo control, gestionarla desde sus haciendas y no temer el restablecimiento de la democracia. Por lo tanto, las personas adineradas estaban satisfechas con el nuevo dispositivo.
Los partidarios de los argivos y los líderes de la democracia, unas 60 personas, temían las represalias, pero el padre de Agesipolis,  Pausanias, amigo de los demócratas de Mantinea que vivía en el exilio en Tegea , persuadió a su hijo de que les salvara la vida y permitirles salir del país.

Así terminó el asunto de Mantineo; la experiencia militar de la gente se enriqueció con una nueva verdad: que no se debe preparar una fortaleza para que un río fluya a través de ella.